# Windows Hardware Engineering Conference

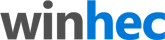
Logotipo de Winhec. Microsoft relanza winhec con un nuevo logo.

La Windows Hardware Engineering Conference (WinHEC, o Conferencia de Ingeniería de Hardware de Windows) es la feria y conferencia de negocios anual de software y hardware orientada al desarrollador en la que Microsoft elabora sus proyectos de hardware para PCs compatibles con Microsoft Windows. Normalmente incluye discursos de gente como Bill Gates, y generalmente tiene diversos patrocinadores como Intel, AMD, ATI entre otros.

## Audiencia
Según Microsoft, la conferencia «WinHEC» está dirigida a:
- Ingenieros y diseñadores de hardware interesados en la arquitectura de hardware de Windows.
- Desarrolladores y evaluadores de controladores interesados en la Windows Driver Foundation y otras arquitecturas de controladores y herramientas.
- Directores y administradores que quieren saber más sobre los avances en la tecnología y las estrategias empresariales.